# Resolution 1988 des UN-Sicherheitsrates
Resolution 1988 des UN-Sicherheitsrats wurde am 17. Juni 2011 unter Hinweis auf die Resolutionen 1267, 1333, 1363, 1373, 1390, 1452, 1455, 1526, 1566, 1617, 1624, 1699, 1730, 1735, 1822 und 1904 verabschiedet. Mit Resolution 1988 verhängte der Sicherheitsrat Sanktionen über die Taliban. Bis zur Verabschiedung von Resolution 1988 und 1989 war das Al-Qaida and Taliban Sanctions Committee sowohl für die Umsetzung von Sanktionen gegen Al-Qaida als auch gegen die Taliban verantwortlich.
Der Sicherheitsrat bekräftigte abermals, dass die Situation in Afghanistan weiterhin eine Gefahr für den internationalen Frieden und die internationale Sicherheit darstellt. Die Resolution beinhaltet Maßnahmen unter Kapitel VII der Charta der Vereinten Nationen, unter anderem:
- Ein neues Sanktionsregime gegen die Taliban und deren Verbündete
- Afghanische Taliban, die unter die Sanktionen von Resolution 1267 des Sicherheitsrat fallen, fallen auch unter die neue Resolution
- Ein neu geschaffenes Afghanistan Sanctions Committee soll die Durchsetzung der Sanktionen kontrollieren
- Das Komitee soll die Sanktionen gegen ehemalige Taliban aufheben, die sich von Gewalt losgesagt haben und den Schlichtungsprozess akzeptieren
- Die afghanische Regierung soll dem Komitee eine Liste von Personen zusenden, von denen sie der Meinung ist, dass sie nicht mehr unter die Sanktionen fallen sollen
- Das neue Sanktionsregime soll transparent sein und Sanktionen sollen durchgesetzt werden.

Die Anlage der Resolution enthält Richtlinien für das neue Komitee.